# Julian Reichelt
Julian Reichelt (Amburgo, 15 giugno 1980) è un giornalista tedesco.
È stato caporedattore di Bild dal 2017 al 2021. È stato rimosso dal suo ruolo da Axel Springer in seguito ad un'inchiesta del The New York Times.